# Вагнер (дворянский род)
Вагнер (нем. von Wagner) — дворянские роды.
Из них древнего происхождения только два, восходящие к самому концу XVII столетия и записанные в I часть родословных книг, один — Саратовской губернии, другой — Гродненской губернии.

## Происхождение и история рода
Родоначальник более молодого рода — еврей Василий Алексеевич Вагнер, перешёл в православие в 1744 году, получив при крещении отчество своего восприемника. Он был управляющим графа А. К. Разумовского и по именному указу императрицы Елизаветы от 19 марта 1745 года был возведен вместе со своими детьми в потомственное дворянское достоинство с назначением «состоять при управлении домом» Разумовского, причем было высочайше повелено записать Вагнера в герольдию, в «дворянский список», и изготовить соответствующую грамоту. Впоследствии Вагнер состоял генерал-адъютантом при А. Разумовском.

## Описание герба
В голубом поле плоский золотой крест в сердце щита между тремя серебряными весками. Над щитом несколько открытый к правой стороне обращённый стальной дворянский шлем, с поставленным на нем голубым крылом и с повторенным на оном крыле щитовым плоским крестом. По сторонам щита опущен шлемовный намёт голубого цвета, с правой стороны подложенный золотом а с левой серебром.

#### Герб. 20. № 106.
В серебряном щите лазуревый пояс. В нём серебряный сфинкс, обращённый вправо, держащий серебряную книгу. Над щитом дворянский коронованный шлем. Нашлемник: рука в голубой одежде держит серебряный светоч с золотой пятиконечной звездой и золотым от светоча сиянием. Намёт: голубой с серебром.
Герб внесён в Часть 20 Общего гербовника дворянских родов Всероссийской империи, стр. 106.

## Известные представители
- Вагнер, Пётр Иванович (1799—1876) — русский геолог
  - Вагнер, Николай Петрович (1829—1907) — русский зоолог и писатель.
    - Вагнер, Юлий Николаевич (1865 — ок. 1946, по др. данным: апрель 1945, Вена) — зоолог